# Club Deportivo Juventus
El Club Deportivo Juventus fue un club de fútbol de Chile, con sede en la ciudad de Santiago. Fue fundado en septiembre de 1938 por una fracción disidente de Audax Italiano
El 2 de abril de 1940, el club celebró un pacto de fusión con el Santiago National Football Club, para formar al Santiago National Juventus Football Club, el cual se disolvió a inicios de 1942.
Los colores que identificaban al club eran el blanco y el negro, inspirados en los de Juventus de Turín de Italia.

## Historia
En septiembre de 1938 fue fundado en el barrio Independencia de Santiago el Club Deportivo Juventus por una fracción disidente de Audax Italiano. Los colores que caracterizaron al club fueron el blanco y el negro, y su plantel estuvo conformado por una mayoría de jugadores argentinos.
El 12 de febrero de 1940 se fusionó con Metropolitano para formar a «Metropolitano-Juventus», club de corta duración ya que la fusión terminó el 27 de marzo del mismo año.
Luego, el 2 de abril de 1940, Juventus y Santiago National, equipo que participaba en la Primera División de la Asociación Central de Fútbol de Chile (ACF), pactaron una fusión bajo el nombre de Santiago National Juventus Football Club. El directorio de la institución, según el pacto que le dio origen, estuvo compuesto por nueve miembros: cuatro de Santiago National, cuatro de Juventus y uno neutral.
En el campeonato de Primera División, el club fusionado consiguió la mejor posición de su historia, quedando en tercer puesto, por debajo del campeón Universidad de Chile y de Audax Italiano. El equipo apenas alcanzó a participar en el fútbol nacional bajo el nombre de Santiago National Juventus, ya que, luego de haber terminado en el séptimo lugar del torneo de 1941, la fusión se disolvió a inicios de 1942. 
Al año siguiente Juventus pasó a formar parte de la División de Ascenso, y desapareció a fines de ese mismo año.